# 高速神戶站
高速神戶站（日语：／ Kōsoku Kōbe eki */?）是位於日本兵庫縣神戶市中央區多聞通，屬於阪神電氣鐵道和阪急電鐵的鐵路車站。車站編號是HS 35。

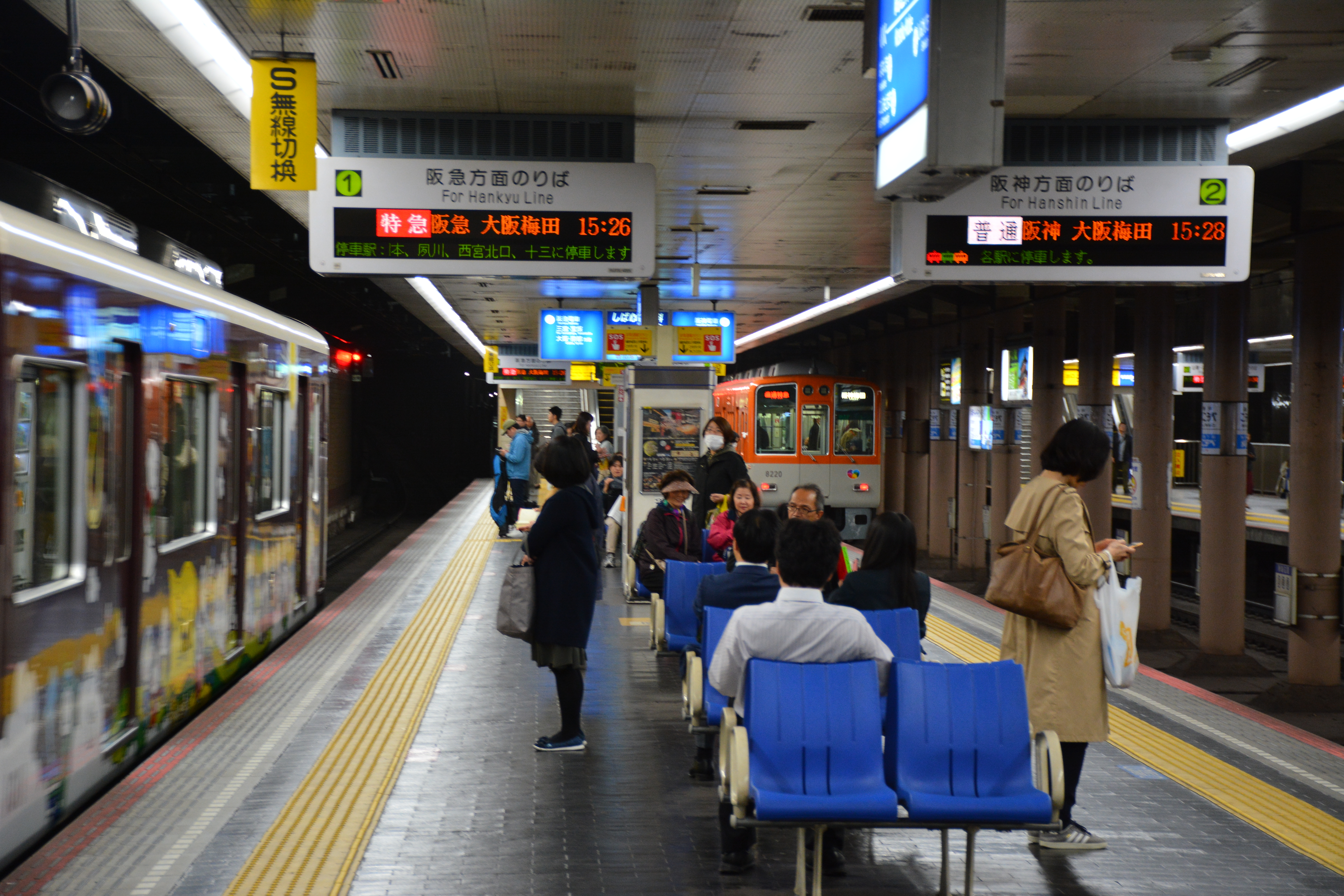
1號與2號月台（2019年11月）

## 概要

### 可利用的鐵道路線
本站為阪神和阪急的共站，不過主要營運的公司為阪神電鐵。此外，本站到新開地之間為兩家鐵路公司的重複區間。車站出入口的資訊看板改成與阪神一樣的設計，成為「阪神 阪急 神戶高速線 (HANSHIN HANKYU KOBEKOSOKU LINE) 」。
- 阪神電氣鐵道 
  - 神戶高速線 : 元町站 - 本站 - 新開地站 - 西代站間）
- 阪急電鐵
  - 神戶高速線 : 神戶三宮站 - 花隈站 - 本站 - 新開地站間）

本站可與以下路線站外轉乘。另外，雖然並不是官方認定的轉乘站，但本站也可與神戶市營地下鐵西神·山手線大倉山站站外轉乘，步行距離約450公尺。
- 西日本旅客鐵道（JR西日本）
  - JR神戶線（東海道本線・山陽本線） : 神戶站（步行距離約300公尺）
- 神戶市營地下鐵
  - 海岸線 : 海港園地站（步行距離約500公尺）

## 歷史
- 1968年（昭和43年）4月7日 - 隨著神戶高速鐵道東西線全線開通而開始營運。
- 1995年（平成7年）
  - 1月17日 - 由於阪神大地震的關係，停止營運[1]。
  - 2月1日 - （阪神）元町站和高速神戶站間單線復駛，本站重新開始營運[1]。
  - 2月6日 - 花隈站 - 新開地站間復駛（同年8月13日神戶高速全線復駛）[1]。
- 2003年（平成15年） - 車站無障礙空間化，廁所換新之外，西側驗票口內也設置電梯。
- 2010年（平成22年） - 站名標示變更為阪神電鐵所採用的設計，取消副站名「海港園地前」。
- 2014年（平成26年）4月1日 - 導入車站編號[2]。

## 車站構造
本站為島式月台2面4線的地底車站，月台的有效長度為8節編組。

### 月台配置
| 月台 | 路線           | 方向 | 目的地                                            | 備註                      |
| ---- | -------------- | ---- | ------------------------------------------------- | ------------------------- |
| 1    | 阪急神戶高速線 | 上行 | 三宮、寶塚、大阪梅田、京都方向                    |                           |
| 2    | 阪神神戶高速線 | 上行 | 三宮、尼崎、大阪梅田、難波、奈良方向              |                           |
| 3    | 神戶高速線     | 下行 | 新開地、明石、姬路、 神戶電鐵線（新開地轉乘）方向 | 阪急方向起 一部分此站始發 |
| 4    | 神戶高速線     | 下行 | 新開地、明石、姬路、 神戶電鐵線（新開地轉乘）方向 | 阪神方向起載              |

## 使用狀況
近年1日平均上車人次如下表。
| 年度               | 神戶高速鐵道    |
| 年度               | 1日平均上車人次 |
| ------------------ | --------------- |
| 2007年（平成19年） | 13,667          |
| 2008年（平成20年） | 13,907          |
| 2009年（平成21年） | 13,258          |
| 2010年（平成22年） | 13,701          |
| 2011年（平成23年） | 13,262          |
| 2012年（平成24年） | 13,633          |
| 2013年（平成25年） | 14,271          |
| 2014年（平成26年） | 14,540          |
| 2015年（平成27年） | 15,344          |
| 2016年（平成28年） | 15,266          |
| 2017年（平成29年） | 16,049          |
| 2018年（平成30年） | 16,400          |
| 2019年（令和元年） | 16,219          |

## 車站周邊
- 神戶楠公前大樓（神戶高速鐵道本社・三井住友銀行神戶站前分行）
- Metro Kobe地下街
- 神戶地方法庭・神戶簡易法庭
- 湊川神社
- 神戶文化會堂
- 大倉山公園
- 神戶市立中央圖書館
- 神戶市立中央體育館
- 神戶大學楠校區
  - 神戶大學醫學系附屬醫院
- 神戶多聞郵局
- 神戶橘郵局
- 神戶相生郵局
- 神戶Harbor Land
  - umie MOSAIC
  - 神戶麵包超人主題樂園
  - MOSAIC大摩天輪

## 公車路線
神戶市公車和阪急巴士在本站設有多聞通5丁目公車站
※沒有特別標記的路線由神戶市公車營運。
- 4 / 40 往 大日丘住宅前
- 7 往 三宮・市民福祉交流中心前
- 9 往 吉田町1丁目
- 11 往 板宿
- 13 往 新長田站前
- 65 往 鵯台
- 95 往 新長田站前
- 110 / 112 往 鷹取站
- 150 往 西鈴蘭台站前 （阪急巴士）
- 61 往 鈴蘭台 （阪急巴士）
- （沒有號碼） 往 神戶站前

## 相鄰車站
阪神電氣鐵道
 神戶高速線（神戶高速鐵道東西線 阪神元町、西代方向）
■直通特急（A直特）、■S特急
元町（HS 33）－高速神戶（HS 35）－新開地（HS 36）
■直通特急（B直特）、■特急、■快速急行（只限週末假日3班上行運行）、■■普通
西元町（HS 34）－高速神戶（HS 35）－新開地（HS 36）
阪急電鐵
 神戶高速線（神戶高速鐵道東西線 阪急神戶三宮方向）
■特急、■通勤特急、■快速急行、■急行、■通勤急行、■S特急、■普通（急行只限下行，通勤急行、S特急只限上行運行）
花隈（HK-17）－高速神戶（HS 35）－新開地（HS 36）

## 外部連結
- 高速神戶（路線圖、車站資訊） - 阪神電氣鐵道